# Enercon
Enercon GmbH — один з найбільших в світі виробників вітрогенераторів. Найбільший виробник вітрогенераторів в Німеччині.
Заводи компанії розташовані в Німеччині, Швеції, Бразилії, Індії, Туреччини і Португалії.

## Історія
Компанія заснована в 1984 році. В тому ж році почалася розробка турбіни потужністю 55 кВт.
У 1986 році була побудована перша вітрова електростанція з 10 турбінами Enercon потужністю по 55 кВт.
У 1988 році Enercon побудував свій перший завод з виробництва вітрогенераторів.
У 1993 році почалося серійне виробництво вітрогенераторів потужністю 500 кВт.
1995 рік — Enercon почав серійне виробництво вітрогенераторів потужністю 230 кВт. в Індії. Встановлено прототип турбіни потужністю 1,5 МВт.
1998 рік — Enercon почав серійне виробництво турбін потужністю 1,5 МВт. в Магдебурзі.
2002 рік — побудований прототип вітрогенератора Enercon E-112 потужністю 4,5 МВт. У Туреччині відкрито завод з виробництва лопатей. 
До грудня 2004 року турбіна Enercon залишалася найбільшою в світі. В кінці року компанія REpower Systems побудувала вітрогенератор потужністю 5,0 МВт.
2004 рік — побудований прототип вітрогенератора потужністю 2,0 МВт.
2005 рік — завершено розробку прототипу потужністю 6,0 МВт. Діаметр ротора 114 метрів, висота вежі 124 метри. Виробничі площі компанії виросли до 370 000 м².
В кінці 2007 року тривало будівництво двох E-126 потужністю по 7,58 МВт. Висота вежі становила 131 метр. Enercon очікувала, що кожна турбіна буде щорічно виробляти 18 млн кВт/год електроенергії, що досить для річного споживання 4500 котеджів.
До початку 2009 року Enercon встановив понад 13 тисяч вітрогенераторів в 30 країнах світу. Їх сумарна потужність більше 15 000 МВт. 
У 2010 році компанія вийшла на п'яте місце в світі за сумарною потужністю виробленого за рік обладнання — 2846 МВт.

## Продукція
Enercon виробляє промислові вітрогенератори потужністю від 330 кВт. до 7,58 МВт. Основна риса вітрогенераторів Enercon — відсутність трансмісії і кільцевий генератор.